# Луис Харолд Греј
Луис Харолд Греј (енгл. Louis Harold Gray; Лондон, 10. новембар 1905 — Нортвуд, 9. јул 1965) је био британски физичар који се углавном бавио ефектима радијације на биолошке системе, што га је довело до стварања радиобиологије. Поред многих његових достигнућа, дефинисао је јединицу за енергију за апсорбовану дозу радијације, која је касније названа по њему као СИ јединица, греј.

## Каријера
- 1933 - болнички физичар у болници Маунт Вернон, Лондон
- 1936 - развио Браг-Грејову једначину, основу за метод јонизације кавитета за мерење енергије гама-зрака коју апсорбују материјали
- 1937 - направио рани генератор неутрона у болници Маунт Вернон
- 1938 - проучавао биолошке ефекте неутрона користећи генератор
- 1940 - развио концепт РБЕ (релативна биолошка ефективност) доза неутрона
- 1952 - започео истраживање везано за ћелије код хипоксичних тумора и хипербаричног кисеоника
- 1953 - установио је Грејову лабораторију у болници Маунт Вернон
- 1953 - 1960 - под Грејовим менторством, Џек В. Боуг развио пулсну радиолизу
- 1962 - Ед Харт, из Националне лабораторије Аргон, и Џек Боуг открили хидрирани електрон користећи пулсну радиолизу у Грејовој лабораторији - Ово откриће је започело нови правац истраживања који и даље траје и који је кључан за разумевање ефеката радијације на ткива, нпр. код лечења рака.